# Nik Schröter
Nik Schröter (né le 12 juin 1998 à Finsterwalde) est un coureur cycliste allemand, spécialiste des épreuves de vitesse sur piste.

## Palmarès

### Jeux olympiques
- Paris 2024
  - 6e de la vitesse par équipes

### Championnats du monde
| Édition / Épreuve | Vitesse par équipes |
| Roubaix 2021      | Bronze              |

### Championnats du monde juniors
| Édition / Épreuve | Vitesse par équipes |
| Aigle 2016        | Bronze              |

### Championnats d'Europe
| Édition / Épreuve                 | Vitesse individuelle | Vitesse par équipes |
| Anadia 2017 (espoirs)             |                      | 4e                  |
| Aigle 2018 (espoirs)              | 7e                   | Bronze              |
| Gand 2019 (espoirs)               | 8e                   | 4e                  |
| Fiorenzuola d'Arda 2020 (espoirs) | 7e                   | Bronze              |
| Granges 2021                      |                      | 6e                  |

### Championnats d'Allemagne
- 2017
  - 3e de la vitesse par équipes
- 2018
  -  Champion d'Allemagne de vitesse par équipes (avec Maximilian Dörnbach, Marc Jurczyk et Maximilian Levy)
- 2019
  -  Champion d'Allemagne de vitesse par équipes (avec Maximilian Dörnbach et Maximilian Levy)
- 2022
  -  Champion d'Allemagne de vitesse par équipes (avec Maximilian Dörnbach et Anton Höhne)
- 2024
  -  Champion d'Allemagne de vitesse par équipes (avec Danny-Luca Werner et Pete-Collin Flemming)